# Канонарх
Канона́рх (греч. κανονάρχος от греч. κᾰνών — «канон» + ἄρχω — «начинать, управлять») — церковнослужитель, возглашающий перед пением глас и строчки из молитвословия, которые вслед за возглашением поёт хор.
В древности по причине бедности монастырей, не дозволявшей иметь богослужебные книги в нужном количестве экземпляров, а также по причине малого числа грамотных между певцами, вошло в обычай пение священных песнопений под диктовку. Один из монахов, имея в руках книгу, произносил громогласно речитативом фразу за фразой, а прочие клиросные пели эти фразы по мере произнесения каждой из них. Этот монах назывался канонархом, что значит начинатель установленного (от слов άρχων и κάνων), то есть пения.
«Канонархание» удержалось в литургической практике православных церквей и после изобретения книгопечатания и существует в монастырях доселе. В современной практике РПЦ все виды стихир возглашает канонарх, а «Бог Господь», «Аллилуия» и прокимены на вечерне и утрене — диакон или священник. В монастырях, если на всенощной поют два хора, канонарх возглашает глас и стихи, стоя посередине на солее, а стихиру — поворачиваясь к исполняющему ее хору. При возглашении последних стихир на «Господи, воззвах» канонарх должен стоять в центре полукруга из сошедшихся на середине храма двух хоров, лицом к певчим (см.: Гарднер. Богослужебное пение. Т. 1. С. 89). В соборных и приходских храмах функцию канонарха выполняет один из певчих, стоящих на клиросе; возглашаются чаще всего только глас и начала псалмовых стихов.